# Ngerderar
Ngerderar (auch: Ngarderartaog, Ngarderar) ist ein Fluss im administrativen Staat (Verwaltungsgebiet) Aimeliik der westpazifischen Inselrepublik Palau. Er verläuft im Südwesten der Hauptinsel Babelthuap.

## Geographie
Der Ngerderar entspringt im hügeligen Hinterland von Aimeliik. Er verläuft nach Südwesten und mündet nach kurzer Strecke zwischen Ngerkeai und Dabadoru in die Ngarengeivog Bay, eine Bucht der Komebail Lagoon.
Das Mündungsgebiet steht als Imul Mangrove Conservation Area unter Naturschutz.